# Lingue bleue
Molva dypterygia
Espèce
La lingue bleue (Molva dypterygia) ou julienne est une espèce de poissons marins pêchée et commercialisée, appartenant à la famille des Lotidae.
Ce poisson décrit par Pennant en 1784 vit dans les premières couches de grandes profondeurs. Il est pour cette raison encore très mal connu.
C'est une des nombreuses espèces de poissons dont les populations semblent s'être rapidement effondrées, depuis qu'on les pêche au chalut (fin des années 1970) sur les zones où les reproducteurs se rassemblent pour la ponte.
Dans certaines statistiques de pêche et sur les étals, cette lingue a été dans certaines zones confondue avec une espèce proche : Molva macropthalma.

## Répartition et habitat
Les scientifiques ne disposent pas de données suffisantes concernant l’extension géographique ou pour évaluer l'étendue des éventuels stocks de ce poisson.
Son habitat est encore mal connu, mais il est pêché à assez grande profondeur, jusqu'à plus de 500 m.

## Pêche
La lingue bleue a commencé à être significativement pêchée et commercialisée dans les années 1960, mais en faible quantité (2 000 à un pic de 5 000 t/an en 1972), avant que les tonnages annuels mondiaux ne grimpent à plus de 25 000 (en 1973) et 30 000 t/an (en 1980), avant de régresser puis se stabiliser (en nombre de prises) de 2004 à 2007, malgré la découverte et l'exploitation de nouvelles aires de pêche pour cette espèce.
Historiquement (depuis quelques décennies), cette pêche s'est faite sur les lieux de rassemblement des lingues pour leur reproduction. L'expérience sur les zones dites Va et Vb montre que les populations de lingue ne se sont pas reconstituées quand le nombre d'individus est devenu bas, même avec une forte diminution de la pression de pêche.
Les experts de l'ICES suggèrent donc d'urgemment protéger certaines zones de frayères et reproduction des lingues en y interdisant la pêche.

## État des populations, pressions, menaces
L'âge des lingues bleues pêchées est très difficile à établir. En évaluer l'état des stocks halieutiques sur la base de la pyramide des âges des populations trouvées est donc encore impossible. Il semble que ce poisson soit (selon Ifremer et le CIEM) plus vulnérable à la surexploitation par surpêche que la lingue franche, et ce pour plusieurs raisons au moins :
- sa croissance est plus lente que celle de la lingue franche
- il se reproduit plus tardivement
- il est particulièrement sensible à des épuisements locaux si on le pêche (comme c'est le cas) durant sa saison de ponte, le moment où il a un comportement très grégaire.

Il est en voie de raréfaction dans toutes ces zones européennes de pêche. Son déclin aurait vers 2006 ralenti à l’ouest des îles Britanniques (les lingues y restent bien plus rares que quand on a commencé à les pêcher. Le déclin se serait même stabilisé en Irlande. Les stocks semblant « sérieusement épuisés » dans plusieurs secteurs (dits sous zones I et II).

En 2008, le déclin serait stabilisé, mais le nombre d'individus reste très bas sur toutes les zones de pêche.
Le tonnage mondial des prises déclarées (toutes zones confondues) était de 20 000 t en 1988, mais malgré ou à cause des progrès de la pêche en eaux profondes, le tonnage mondial déclaré des prises (toutes zones confondues) a chuté à moins de 8 000 t en 2004
La lingue bleue est un poisson carnivore. Elle est donc plus sensible à la pollution (via la bioconcentration des polluants dans le réseau trophique) que les poissons se nourrissant d'algues ou de phytoplancton.

## Possible protection de l'espèce
En 2008, quelle que soit la zone où elle est exploitée, l'espèce ne bénéficie pas de mesure de protection ni même d’objectif de gestion spécifique. Les experts, selon l'Ifremer estimaient en 2006 qu'il fallait dans la plupart des cas stopper la pêche ciblant l'espèce, et quand elle est une prise accessoire, des fermetures temporaires (saisonnières) de pêche pourraient lui laisser le temps de commencer à reconstituer ses populations.